# ラッセル商会

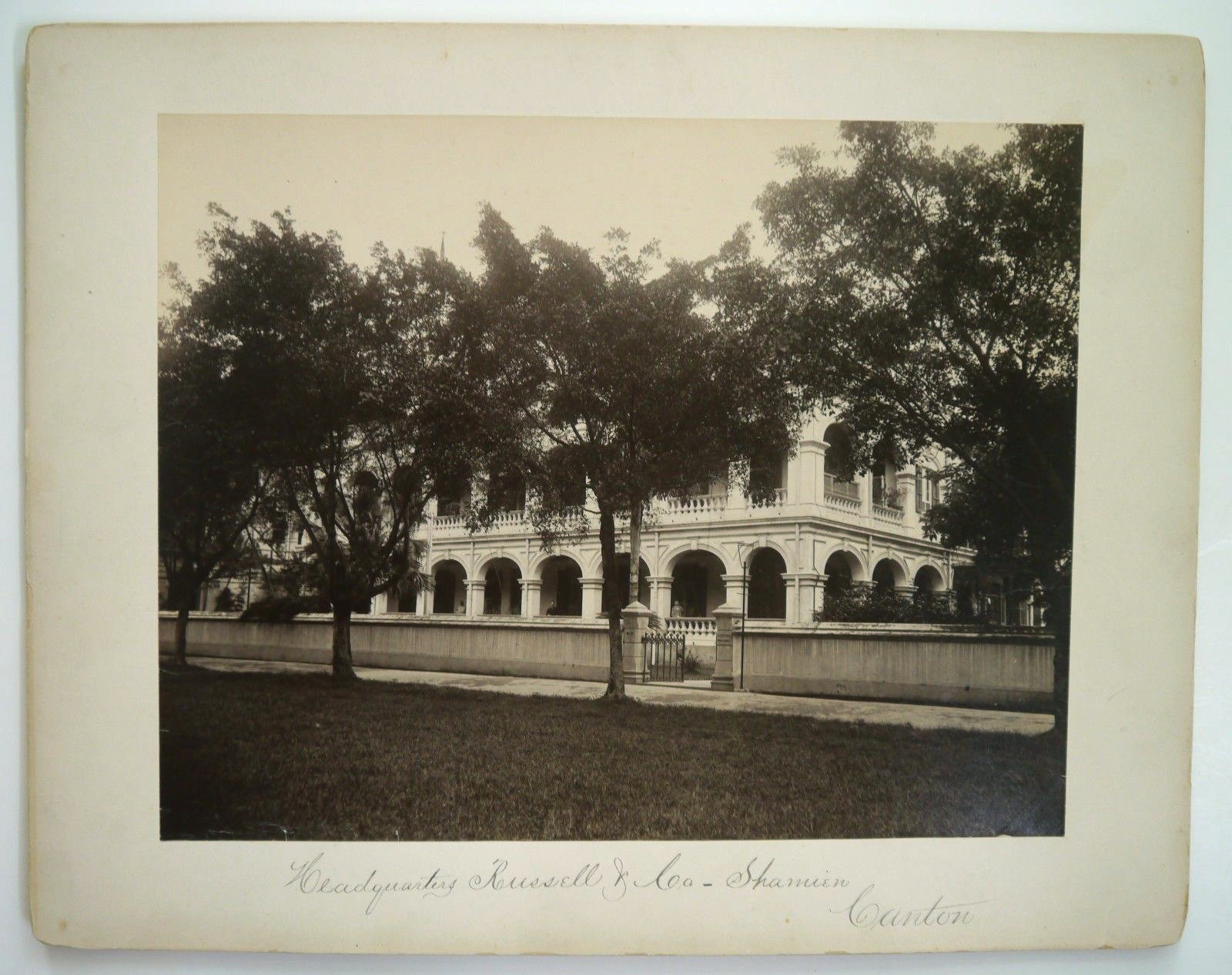
沙面島本社、1880年ごろ

ラッセル商会（ラッセルしょうかい、英：Russell & Co.、中：旗昌洋行）は、19世紀に極東で著名であったアメリカ系の貿易会社である。1824年にサミュエル・ラッセルが開業してから1891年に閉店するまで中国で最大の中米貿易会社だった。主に上海に拠点を置き、横浜にも支店を置いた。主にトルコから中国への阿片の輸出と、東アジアからの生糸と茶の輸入を中心に取引を行なっていた。

## 来歴
- 1824年、アメリカ合衆国コネチカット州ミドルタウン出身の事業家サミュエル・ラッセル（英語版）により広州で設立される。
- 1830年、ブライアント＆スタージス（Bryant & Sturgis）とパーキンス商会（Perkins & Co.）がラッセル商会（Russell & Co.）と合併。
- 1845年、商会の共同出資者の一人であるジョン・マレー・フォーブスが清からボストンへ帰国し、大陸横断鉄道建設に参加。
- 1846年、本拠地を上海外灘へ移転。
- 1853年、太平天国の乱により、広州・上海と茶葉の産地とを結ぶ道路が寸断され、直接武夷山から仕入れるため福州へ赴く・
- 1862年、カニンガム（Cunningham、1823年－1889年）が船舶会社である上海蒸気船舶会社（英：Shanghai Steam Navigation Co.、中：旗昌輪船公司）を設立させ、上海－漢口間を開通させる。
- 1867年、上海－天津間を開通させる。
- 1878年、上海で生糸工場を建設する。
- 1891年、ラッセル商会が中心となって中国国立銀行（National Bank of China）を香港に設立する。
- 1911年、中国国立銀行の営業を停止する。

## ラッセル商会の著名人
- サミュエル・ワズワース・ラッセル（Samuel Wadsworth Russell、1789年8月25日 – 1862年5月5日） - ラッセル商会設立者。

ミドルタウン (コネチカット州)で軍人の子として生まれ、早くに地元の商店で奉公したのち、21歳でニューヨークの海運商のスーパーカーゴ（船荷の所有者に雇われる監督人）として小麦のスペイン交易に携わり、23歳で独立して故郷で仲買貿易商を始める。30歳の1819年に、プロビデンスの商人たち（アヘン貿易などで荒稼ぎしていた）とラッセル商会を設立し、1819年に中国に渡った。
- ウィリアム・ハンティントン・ラッセル（William Huntington Russell、1809年8月12日 – 1885年5月19日） - サミュエル・ラッセルのいとこ。イェール大学内スカル・アンド・ボーンズ創設者。
- ウォーレン・デラノ・ジュニア（英語版）（Warren Delano, Jr.） - フランクリン・ルーズベルトの母方の祖父。紅幇と取引があった。
- ロバート・ベネット・フォーブス（Robert Bennet Forbes）
- ジョン・マレー・フォーブス（英語版）（John Murray Forbes） - ジョン・フォーブズ・ケリーの母方の一族。
- アビエル・アボット・ロー（Abiel Abbot Low）
- ウィリアム・ヘンリー・ロー（William Henry Low） - アビエル・アボットのおじ。
- ウィリアム・ヘンリー・ロー（William Henry Low） - アビエル・アボットの兄弟。
- オーガスティン・ハード（Augustine Heard）
- ラッセル・スタージス（Russell Sturgis）
- ジョン・クレーヴ・グリーン（John Cleve Green）
- ゴットフリード・ワグネル